# Médecins francophones du Canada
Médecins francophones du Canada est une association médicale qui a pour but de promouvoir l'utilisation du français en médecine et de procurer de la formation continue à ses membres.